# Jughead Jones
Pour les articles homonymes, voir Jones.
Forsythe P. Jones, surnommé Jughead dans la version originale ou Doudingue Jones, surnommé Tout-Dingue dans la première version française, est un personnage de la bande dessinée Archie Comics, apparu en 1941. Jughead Jones est un personnage souvent représenté avec son burger et son bonnet. Ce sont les choses qui le représentent comme le rouge pour Cheryl Blossom.  

## Biographie
Il est le meilleur ami d'Archie Andrews, et le personnage le plus « spécial » de la bande dessinée Archie Comics, en raison de sa personnalité qui est à la fois drôle, maladroite, excentrique et intelligente. Âgé de 17 ans, il est coiffé d'une calotte ayant l'allure d'une couronne et est souvent vêtu d'un chandail avec la lettre « S » écrite dessus.
Jughead est très différent du reste de la bande, car il aime manger et dormir mais déteste travailler. Il n'aime pas non plus les filles qui tentent d'entrer en contact avec lui à la moindre occasion. Certains lecteurs ont sévèrement jugé ce comportement controversé du personnage de « misogyne et phallocrate ». D'autres lecteurs ont pris la défense du personnage en disant que Jughead n'est pas un antiféministe, car il est ami avec quelques filles comme Betty Cooper, Veronica Lodge.
En 2016, son orientation en tant qu'asexuel a été confirmée.
Ses principales qualités sont son altruisme et son intelligence stratégique, mais Jughead possède bien des défauts car à cause de sa gourmandise, il a souvent la mauvaise habitude de jouer les piques-assiettes, et à emprunter de l'argent à ses amis pour aller manger des hamburgers chez Pop's. Il ne rembourse d'ailleurs presque jamais la totalité de ses dettes. Il est souvent la cible de moqueries de Reggie Mantle qui lui joue des mauvais tours, Veronica (qui ne l'aimait pas) se moque de son côté de l'apparence de Jughead. 
Jughead a une très jeune sœur, appelée Forsythia (de son vrai nom) dont le surnom est « Jellybean » à cause d'un camion de friandises qui causa un embouteillage monstre lorsque sa mère partit vers l'hôpital pour accoucher.
Jughead a un gros chien blanc, auquel il a donné le nom de « Hotdog » en référence à son obsession pour la nourriture.

## Apparitions dans d'autres médias

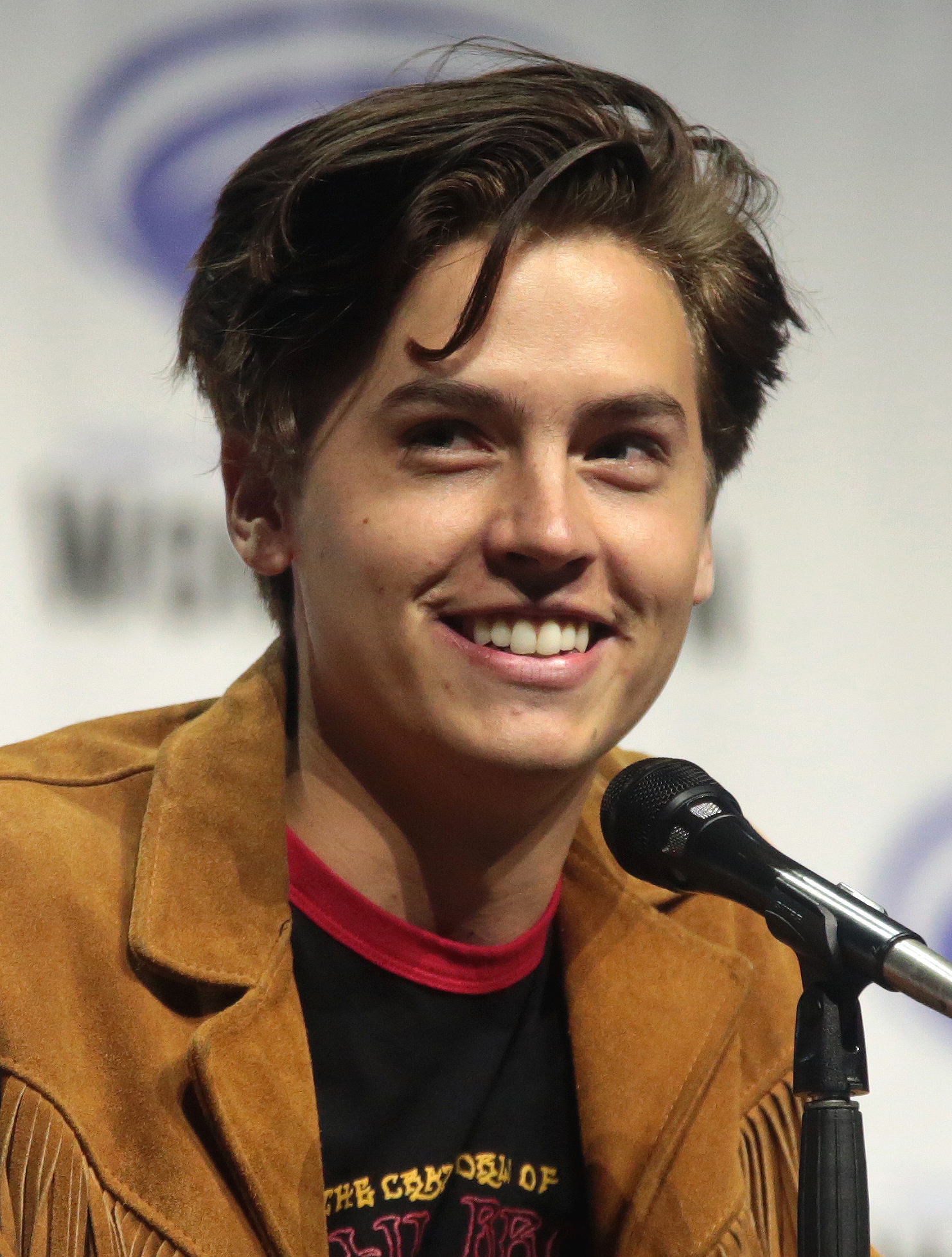
Cole Sprouse incarne Jughead dans Riverdale.

### Téléfilms
- 1990 : Archie: To Riverdale and Back Again, réalisé par Dick Lowry et diffusé sur NBC. Jughead est interprété par Sam Whipple.
- 2002 : Archie : Préhistoire de fous (The Archies in Jugman), réalisé par Scott Heming et diffusé sur Nickelodeon. Chris Lundquist prête sa voix à Jughead.

### Séries d'animation
- 1968-1969 : The Archie Show, avec la voix de Howard Morris, diffusée sur CBS.
- 1971 : Archie's TV Funnies, avec la voix de Howard Morris, diffusée sur CBS.
- 1974 : U.S. of Archie, avec la voix de Howard Morris, diffusée sur CBS.
- 1977 : The New Archie and Sabrina Hour, avec la voix de Howard Morris, diffusée sur NBC.
- 1987 : Archie Classe (The New Archies) avec la voix de Michael Fantini, diffusée sur NBC.
- 1999-2000 : Archie, mystères et compagnie (Archie's Weird Mysteries) avec la voix de Chris Lundquist, diffusée sur PAX.

### Séries télévisées
- 2017-2023 : Riverdale, avec Cole Sprouse dans le rôle de Jughead, diffusée sur The CW.